# わが母の記
『わが母の記』（わがははのき）は、井上靖作の日本の小説。また、それを原作とした2012年公開の日本映画。

## 概要
昭和の文豪である井上靖が68歳の時に出版した自伝的小説。老いた母の80歳から亡くなる89歳について書かれた「花の下」（1964年）、「月の光」（1969年）、「雪の面」（1974年）の3部作となっている。
『しろばんば』などに描かれている5歳の時から8年間、伊豆の山奥の土蔵で彼を育てた曽祖父の妾で小説家の伊上洪作（いがみこうさく）とは血の繋がらない「おぬいばあさん」（実在の名は「おかの」）との生活について、自分は捨てられたのではないかという疑問があった。ある朝、おぬいに息子を奪われたという母親・八重の言葉に感情を抑えられなくなった伊上は、初めて母と対決しようと「息子さんを郷里に置き去りにしたんですよね」と問いつめる。しかし、八重の口からこぼれたのは、伊上が想像もしなかったある「想い」だった。
2012年に原田眞人監督、役所広司主演で映画化された。

## 書誌情報
- 講談社『わが母の記』 1975年発行 ASIN B000J967XG
- 講談社文庫『わが母の記 花の下・月の光・雪の面』 1977年5月発行 ASIN B000J8UDEQ
- 講談社文芸文庫『わが母の記 花の下・月の光・雪の面』 1997年7月発行 ISBN 978-4061975750
- 岩波書店『井上靖短篇集 第五巻』 1999年4月発行 ISBN 978-4000263054
- 講談社文庫『わが母の記』 2012年3月発行 ISBN 978-4062772228

## 映画
映画『わが母の記』（英題：Chronicle of My Mother）は、2012年に公開された。監督は原田眞人、主演は役所広司と樹木希林。第35回モントリオール世界映画祭審査員特別グランプリ受賞。
キャッチコピーは「たとえ忘れてしまっても、きっと愛だけが残る。」
井上靖の育った地である伊豆市や沼津市にて、地元の全面支援体制でロケ撮影が行われ、実際に東京都世田谷区にある井上の自邸でも行われた。
全国223スクリーンで公開され、2012年4月28、29日の初日2日間で興収1億1859万9200円、動員10万8720人となり、映画観客動員ランキング（興行通信社調べ）で初登場第5位となった。

### キャスト
- 伊上洪作（伊上家の長男、作家） - 役所広司
- 八重（伊上家の母） - 樹木希林
- 琴子（洪作の三女） - 宮﨑あおい
- 志賀子（伊上家の長女・明夫の妻） - キムラ緑子
- 桑子（伊上家の次女、自称古美術商） - 南果歩
- 郁子（洪作の長女） - ミムラ
- 紀子（洪作の次女） - 菊池亜希子
- 瀬川（カタツムリの瀬川・運転手兼書生のち編集者） - 三浦貴大
- 貞代（女中） - 真野恵里菜
- 美津（洪作の妻） - 赤間麻里子
- 隼人（伊上家の父） - 三國連太郎 ※2013年4月14日に死去したため、これが遺作となった。
- 明夫（志賀子の夫） - 小宮孝泰
- 若き日の八重 - 内田也哉子（クレジットなし）
- 女給 - 大久保佳代子
- クールなダンプ男 - 橋本じゅん
- 米子 - 仁山貴恵
- 珠代（洪作の秘書） - 伊藤久美子
- 轟 - 齋賀正和
- 落合 - 藤井宏之
- 井上肇
- 高川裕也
- 池田良
- しゅはまはるみ
- 矢柴俊博
- 佐伯新
- 樋渡真司
- 望月章男
- 日向丈
- 瀧川英次
- 佐渡山順久
- 昇（郁子の夫） - 長澤壮太郎

### スタッフ
- 監督・脚本 - 原田眞人
- 原作 - 井上靖『わが母の記 花の下・月の光・雪の面』（講談社刊）
- プロデューサー - 石塚慶生
- 撮影 - 芦澤明子
- 美術 - 山崎秀満
- 照明 - 永田英則
- 衣装 - 宮本まさ江
- 編集 - 原田遊人
- 音楽 - 富貴晴美
- 録音 - 松本昇和
- 整音 - 矢野正人
- 音響効果 - 柴崎憲治
- ヘアメイク - 吉野節子
- スクリプター - 川野恵美
- DIT/VE - 鏡原圭吾
- VFXスーパーバイザー - 小田一生
- VFX - ナイス・デー
- 音楽プロデューサー - 竹中恵子
- 装飾 - 佐原敦史
- 小道具 - 片岸雅浩
- 助監督 - 谷口正行
- 制作担当 - 金子拓也
- ラインプロデューサー - 樋口慎祐
- スタジオ - 東映東京撮影所
- 現像 - 東京現像所
- 取材協力 - 神奈川近代文学館、逓信総合博物館、商船三井、伊豆近代文学博物館
- 協力 - 「わが母の記」を支援する会（静岡県、沼津市、伊豆市、伊東市、沼津商工会議所、フィルムコミッション伊豆、ハリプロ映像協会、井上靖記念文化財団、井上靖ふるさと会、伊豆市観光協会天城支部、天城湯ヶ島温泉旅館組合、伊東商工会議所、沼津観光協会、沼津青年会議所、沼津市商店街連盟、沼津ホテル旅館協同組合、フィルム微助人、NPOサプライズ　ほか）
- 協賛 - スルガ銀行、井上靖文学館、朝日生命、ほか
- 配給 - 松竹
- 製作プロダクション - ピーズ・インターナショナル
- 製作 - 「わが母の記」製作委員会（松竹、キングレコード、電通、衛星劇場、中部日本放送、ワコー、Yahoo! JAPAN、朝日新聞社、静岡新聞社）
- 文部科学省特別選定（青年向き、成人向き、家庭向き）

### 受賞歴
- 第35回モントリオール世界映画祭 審査員特別グランプリ
- 第16回釜山国際映画祭 クロージング作品
- 第47回シカゴ映画祭 コンベンション部門
- 第31回ハワイ映画祭 Spotlight on Japan部門
- 第42回インド映画祭 Kaleidoscope部門
- 第23回パームスプリングス国際映画祭 Modern Masters部門
- 第4回TAMA映画賞
  - 最優秀男優賞（役所広司）
  - 最優秀女優賞（樹木希林、宮崎あおい）
- 第67回毎日映画コンクール 撮影賞 - 芦澤明子[5][6]
- 第25回日刊スポーツ映画大賞・石原裕次郎賞 - 助演女優賞（樹木希林）
- 第36回日本アカデミー賞[7]
  - 最優秀主演女優賞（樹木希林）
  - 優秀作品賞、優秀監督賞（原田眞人）、優秀脚本賞（原田眞人）、優秀主演男優賞（役所広司）、優秀助演女優賞（宮崎あおい）、優秀音楽賞（富貴晴美）、優秀撮影賞（芦澤明子）、優秀照明賞（永田英則）、優秀美術賞（山崎秀満）、優秀録音賞（松本昇和（録音）/矢野正人（整音））、優秀編集賞（原田遊人）
- 2012度全国映連賞
  - 作品賞
  - 男優賞：役所広司
  - 特別賞：芦澤明子（撮影）

### 関連作品
- 初秋 (テレビドラマ)
本映画との連動企画として、中部日本放送（CBC）と松竹の制作により、2011年10月8日にTBS系列で放送されたテレビドラマ（CBC開局60周年記念のスペシャルドラマ）。こちらも井上靖の原作を元に、原田が監督・脚本を務め、役所が主演している。